# 宜蘭縣私立中道高級中學
中道學校財團法人宜蘭縣私立中道高級中學，簡稱為中道高中，位於台灣宜蘭縣壯圍鄉，為一所私立完全中學。

## 校史
1994年，創辦人台灣師範大學教授黃城兄弟與省立宜蘭高中退休教師莊懷義及游禮陸兩位先生，9月30日正式向臺灣省政府教育廳提出設校申請，校名定為私立中道高級中學，為宜蘭縣第一所私立完全中學。1995年1月7日，向臺灣省政府教育廳提出附設國中部之修正申請，5月17日正式核定准予該校籌設。6月15日，正式成立籌備處，於12月15日提出財團法人登記申請。1996年5月20日，經臺灣省政府教育廳核准立案。2007年9月3日，附設小學部成立，並命名為中道國際中小學。2009年7月，附設幼兒園成立。2012年6月，更名中道學校財團法人宜蘭縣中道高級中學。

## 外部連結
- 中道高級中學 （页面存档备份，存于）（繁體中文）